# Processo Raschig
O processo Raschig (nomeado devido ao químico alemão Friedrich Raschig, 1863–1928) é um processo químico para produzir hidroxilamina (usada para produzir caprolactama para a fabricação de nylon). O processo converte carbonato de amônio a nitrito de amônio, e é convertido à dissulfonato de hidroxilamina e então a sulfato de hidroxilamina.
Outros processo também possuem este nome, muitas vezes citados confusamente na literatura.
Hidrazinas são produzida no processo Olin Raschig.
Clorobenzeno e fenol são produzidos no processo Raschig-Hooker.

## Processo Raschig-Hooker
Outro processo similarmente nomeado é o processo Raschig-Hooker, um processo industrial para produzir fenol. Ele é feito pela hidrólise de clorobenzeno. Ele é realizado por uma reação em fase gasosa entre vapor de benzeno, cloreto de hidrogênio e oxigênio (do ar) a 230°C:
2 C6H6 + 2 HCl + O2 → 2 H2O + 2 C6H5Cl
O catalisador é cloreto de cobre (II). O clorobenzeno é principalmente usado para a fabricação de fenol, posteriormente, pela reação:
C6H5Cl + H2O → HCl + C6H5OH
Esta reação ocorre a 430°C com um catalisador de silício. Este processo também foi inventado por Friedrich Raschig.

## Processo Olin Raschig
O processo Olin Raschig é um processo industrial usado para produzir hidrazina (e hidrazinas e monosubstituidas ou disubstituidas assimétricas
)e desenvolvido pela Olin Corporation. Solução de hipoclorito de sódio é misturada com amônia a 5 °C para formar cloramina e hidróxido de sódio, a qual é então rapidamente adicionada a amônia anidra sob pressão e aquecida a 130 °C para gerar hidrazina, água e cloreto de sódio (produto de rejeito). Amônia é usada em um excesso de 33 vezes.